# Cessna 310

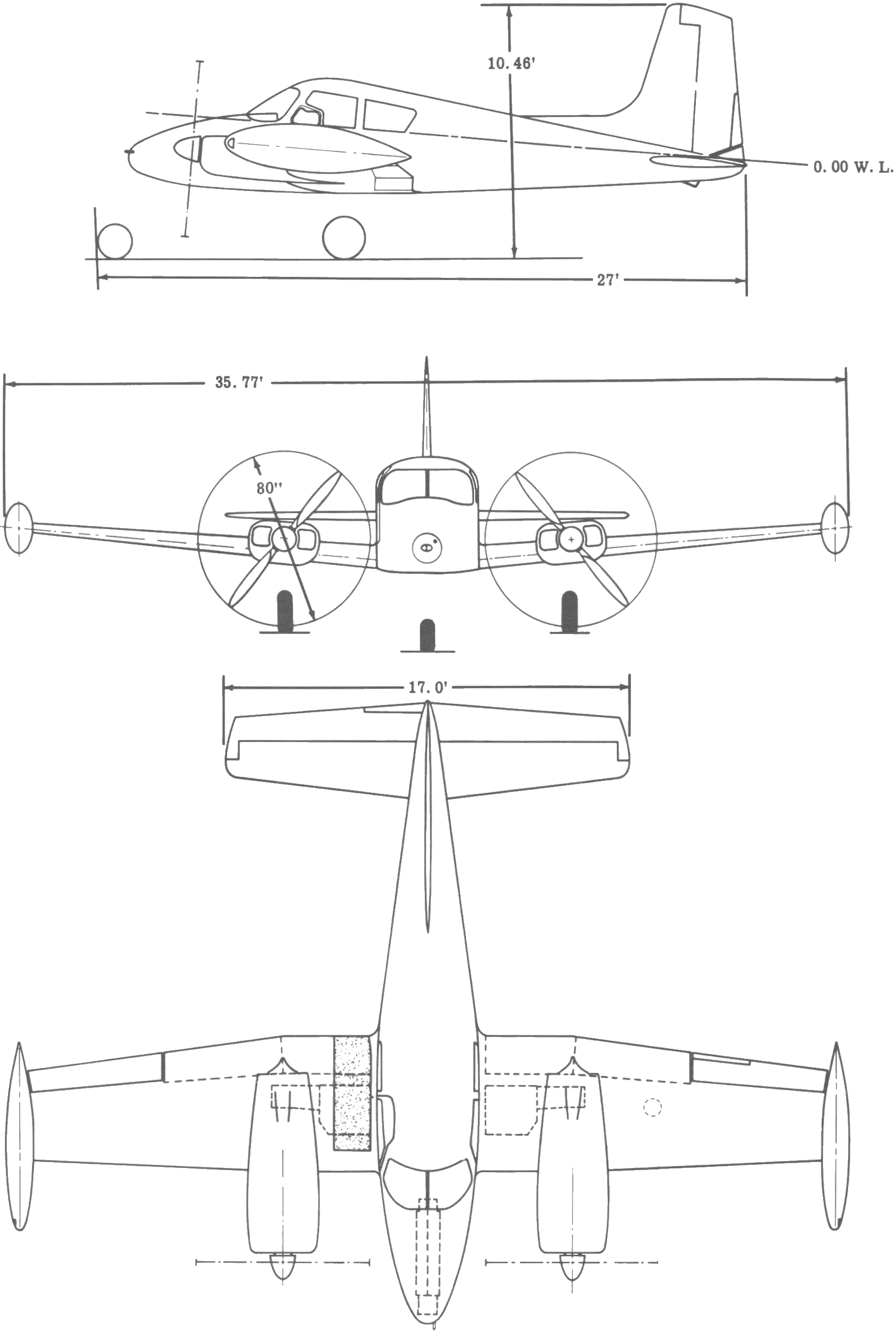
Cessna L-27A

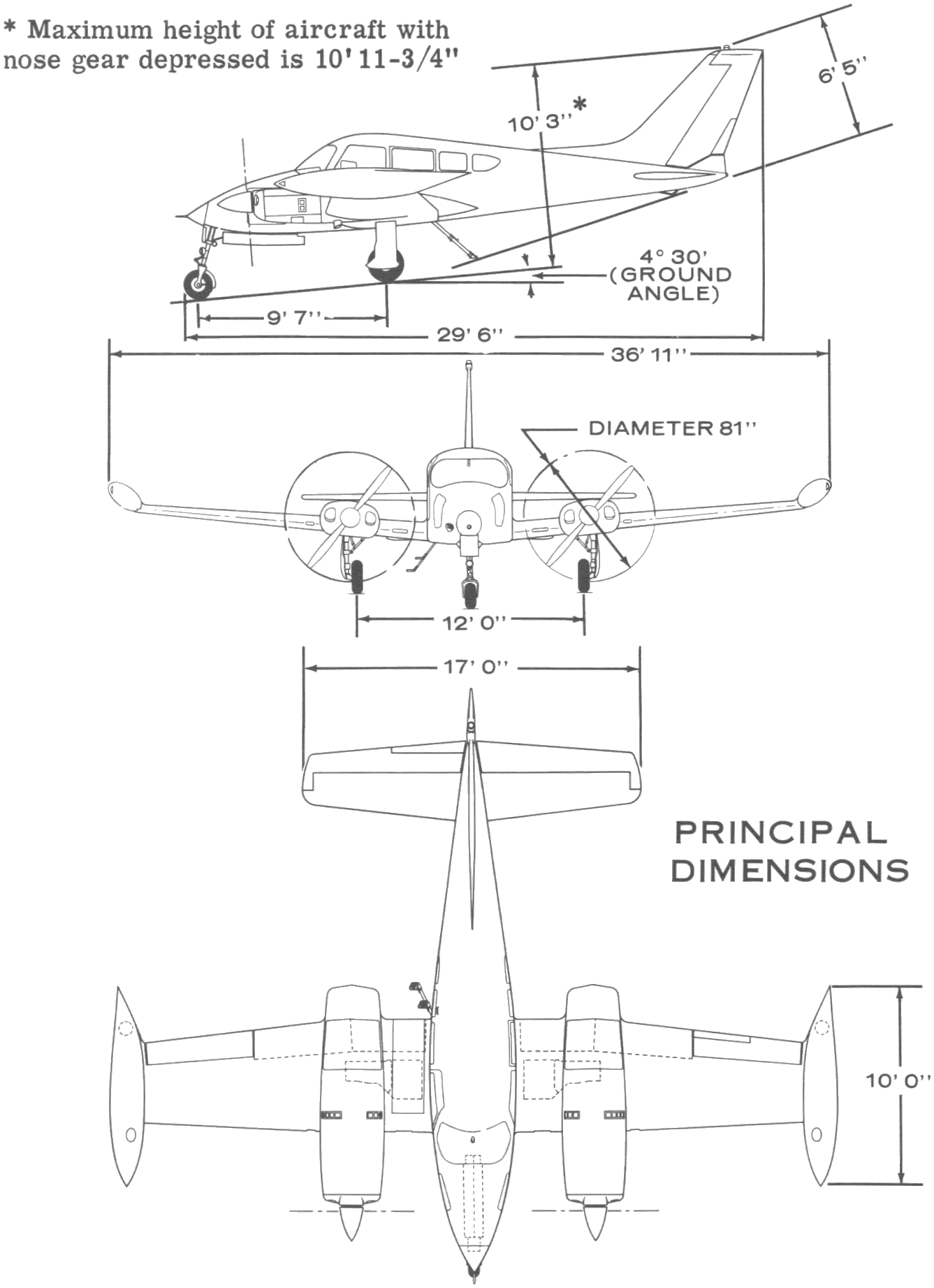
Cessna 320F Executive Skyknight

Le Cessna 310 est un avion bimoteur de transport léger et de tourisme conçu et réalisé aux États-Unis dans les années 1950. Il s'agit d'un des aéronefs les plus prolifiques de sa catégorie.

## Histoire
Si le Cessna 310 ne fut pas le premier bimoteur de cet avionneur, il demeure toutefois le premier conçu spécifiquement pour le marché civil. En effet le Bobcat avait lui été conçu pour répondre aux attentes de l'US Army Air Corps et avait connu une carrière civile après la Seconde Guerre mondiale.
C'était donc un nouveau pari technologique pour les équipes d'ingénieurs et de designers de l'entreprise. Lorsque l'avion sortit d'usine pour la première fois en 1953 il s'agissait d'une machine résolument nouvelle avec son moteur en ligne, là où la majorité des avions concurrents volaient encore avec des moteurs en étoile à l'instar du Beech 18. L'avion a immédiatement connu le succès, notamment auprès des militaires.
En effet en 1955 l'US Air Force fit l'acquisition d'un premier lot de 160 machines, désignés L-27A. Cinq ans plus tard elle acheta 35 appareils de plus, d'une version légèrement améliorée, qu'elle désigna cette fois ci L-27B. Ces avions étaient surnommés Blue Canoe (canoë bleu en français) par les aviateurs américains. Ces avions remplissaient des missions de liaisons et de communication.
En 1962 lorsque l'US Air Force réaligna ses désignations sur celles des autres composantes militaires américaines les L-27A et L-27B devinrent respectivement U-3A et U-3B. L'US Navy et l'US Army ont reçu dans le courant de l'année 1965 quelques U-3A pour des missions de soutien logistique.
Le Cessna 320 Skyknight (chevalier du ciel en français) est apparu en 1961 et se différencie par sa motorisation qui fait appel à des propulseurs turbocompressés donnant plus de puissance et de confort de pilotage. Le Skyknight visait notamment le marché de l'aviation légère d'affaires alors en plein développement.
La production globale de cette famille d'avions s'est échelonnée entre 1954 et 1981 représentant une vingtaine de versions civiles et militaires différentes.

## Aspect technique
Le Cessna 310 est un monoplan à aile basse, bimoteur construit en métal. Il dispose d'un train d'atterrissage tricycle escamotable. Les réservoirs principaux de carburant sont installés en bout d'aile. Le pilote prend place dans un cockpit biplace côte à côte, tandis que ses quatre passagers s'installent dans la cabine à l'arrière. Un cinquième passager peut éventuellement rejoindre le pilote à l'avant.
Le Cessna 310 n'est pas prévu pour l'emport d'armement.

## Versions
Il s'agit de bien différencier le Cessna 310 du Cessna 320, car ce dernier fut finalement une évolution assez distincte du premier.

### Cessna 310
- 310: Première version de série construite à 547 exemplaires.
- 310A: Désignation donné par Cessna aux 160 exemplaires de L-27A assemblés.
- 310B: Version améliorée, construite à 225 exemplaires avec une avionique modifiée.
- 310C: Version améliorée du Cessna 310B usinée à 259 exemplaires.
- 310D: Version du Cessna 310B avec empennage amélioré. 268 exemplaires construits.
- 310E: Désignation donnée par Cessna aux L-27B.
- 310F: Désignation attribuée à une version civile identique aux Cessna 310E et construite à hauteur de 156 machines.
- 310G: Désignation attribuée à une version légèrement modifiée du Cessna 310F et construit à hauteur de 156 machines.
- 310H: Désignation attribuée à 148 Cessna 310F dont l'aménagement intérieur a été repensé.
- 310I: Désignation attribuée à une version légèrement modifiée du Cessna 310H, 200 avions construits.
- 310J: Désignation attribuée à une version légèrement modifiée du Cessna 310I, 198 exemplaires construits.
- 310K: Désignation attribuée à une version légèrement modifiée du Cessna 310J dont le vitrage a été changé 245 avions ont ainsi été construits.
- 310L: Désignation attribuée à une version légèrement modifiée du Cessna 310K, 208 machines construites.
- 310M: Désignation attribuée à une version légèrement modifiée du Cessna 310E après chantier de refonte en 1970.
- 310N: Désignation attribuée à une version légèrement modifiée du Cessna 310L ; 198 avions ont ainsi été assemblés.
- 310P: Désignation attribuée à une version légèrement modifiée du Cessna 310L et assemblée à 241 exemplaires.
- 310Q: Désignation attribuée à une version légèrement modifiée du Cessna 310L, et produite à hauteur de 1160 exemplaires.
- 310R: Désignation attribuée à une version légèrement modifiée du Cessna 310Q et destiné notamment à du transport de fret léger par modification rapide de la cabine ; 1332 avions ont ainsi été produits.
- 310S: Désignation d'origine du prototype du Cessna 320.

### Cessna 320
- 320 Skyknight: Désignation attribuée à la version de base, construite à 110 exemplaires.
- 320A Skyknight: Désignation attribuée à une version légèrement modifiée du Cessna 320 et assemblée à 47 exemplaires.
- 320B Skyknight: Désignation attribuée à une version légèrement modifiée du Cessna 320A et assemblée à 62 exemplaires.
- 320C Skyknight: Désignation attribuée à une version légèrement modifiée du Cessna 320B et assemblée à 73 exemplaires.
- 320D Executive Skyknight: Désignation attribuée à une version légèrement modifiée du Cessna 320C destinée au transport d'affaire et construit à hauteur de 130 machines.
- 320E Executive Skyknight: Désignation attribuée à une version légèrement modifiée du Cessna 320D destinée au transport d'affaire et construit à hauteur de 110 machines.
- 320F Executive Skyknight: Désignation attribuée à une version légèrement modifiée du Cessna 320E destinée au transport d'affaire et construit à hauteur de 45 machines.

### Blue Canoe
- L-27A: Désignation portée par le Cessna 310A jusqu'en 1962, puis U-3A.
- L-27B: Désignation portée par le Cessna 310E puis le Cessna 310M jusqu'en 1962, puis U-3B.

## Utilisateurs

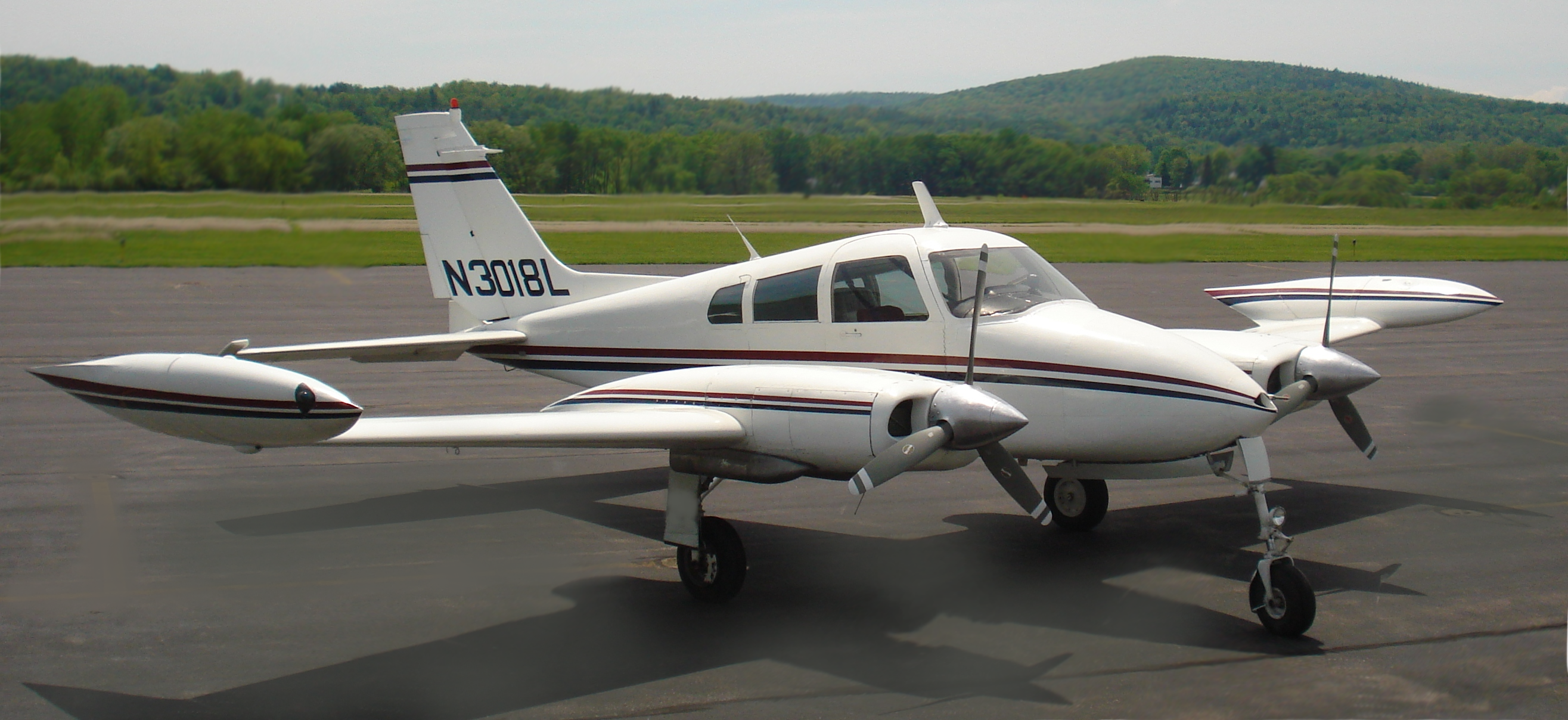
Cessna 310J immatriculé N3018L

Le Cessna 310, et son descendant le 320, sont deux des avions bimoteurs les plus vendus par la firme américaine. De ce fait, ils sont fréquemment encore utilisés en 2012 de par le monde. Outre l'aviation militaire américaine ce bimoteur a été vendu à plusieurs pays pour des besoins militaires.
- Colombie,
- Équateur,
- France,
- Iran,
- Madagascar,
- Paraguay,
- République démocratique du Congo,
- Suriname,
- Thaïlande,
- Trinité-et-Tobago,
- Uruguay,
- Venezuela,
- France : les Cessna 310Q servent au sein du Centre d'essais en vol depuis 1975[7].

## Aéronefs comparables
- Piper PA-31
- Beechcraft Duke